# Лаптев, Павел Павлович
Павел Павлович Лаптев (2 марта 1928 — 19 февраля 2011) — советский хозяйственный, государственный и политический деятель, генерал-майор (1973).

## Биография
Родился в 1928 году. Член КПСС.
С 1949 года — на хозяйственной, общественной и политической работе. В 1949—1991 гг. — работник прокуратуры Куйбышевской области, комсомольский работник, студент Высшей дипломатической школы МИД СССР, ответработник МИД СССР, референт по Албании Отдела ЦК КПСС по связям с социалистическими странами, заместитель начальника Секретариата КГБ при СМ СССР, начальник Секретариата КГБ при СМ СССР, помощник Ю. В. Андропова как члена Политбюро, Секретаря и Генерального секретаря ЦК КПСС, 1-й заместитель заведующего, заведующий Общим отделом ЦК КПСС.
Избирался депутатом Верховного Совета СССР 11-го созыва. Делегат XXVII съезда КПСС.
Умер в Москве в 2011 году. Похоронен на Кунцевском кладбище (уч.№ 10). 